# アルベリク・マニャール
リュシアン・ドニ・ガブリエル・アルベリク・マニャール（Lucien Denis Gabriel Albéric Magnard, 1865年6月9日 パリ - 1914年9月3日 オワーズ県バロン）は、フランスの作曲家。作風に共通点はほとんどないにもかかわらず、コラールが用いられているというだけの理由から、熱烈な支持者が「フランスのブルックナー」と呼ぶこともある。

## 略歴
ベストセラー作家で『フィガロ』紙編集主幹のフランシス・マニャールを父に持つが、マニャール自身は「フィガロの息子」と呼ばれることを好まず、自らの楽才のみを恃みに、実家から経済的援助を受けずに自立しようと決意する。兵役を経験し法律学校に学んだのち、パリ音楽院で対位法をテオドール・デュボアに、作曲をジュール・マスネに師事する。しかしヴァンサン・ダンディとの出逢いがより重要で、個人的に4年にわたってフーガと管弦楽法をダンディに師事し、最初の2つの交響曲をダンディの指導のもとに書き上げる。なお『交響曲 第1番 ハ短調』はダンディに献呈された。
父フランシスは、自力で成功を勝ち取ろうとする息子の願いを気遣いながらも、自分なりにできる限りの支援を息子にしようとした。『フィガロ』紙での宣伝もその一つであった。1894年に父親が他界した時のアルベリクの落ち込みようは、同時に父親への感謝と苛立ちの入り混じった複雑なものであった。

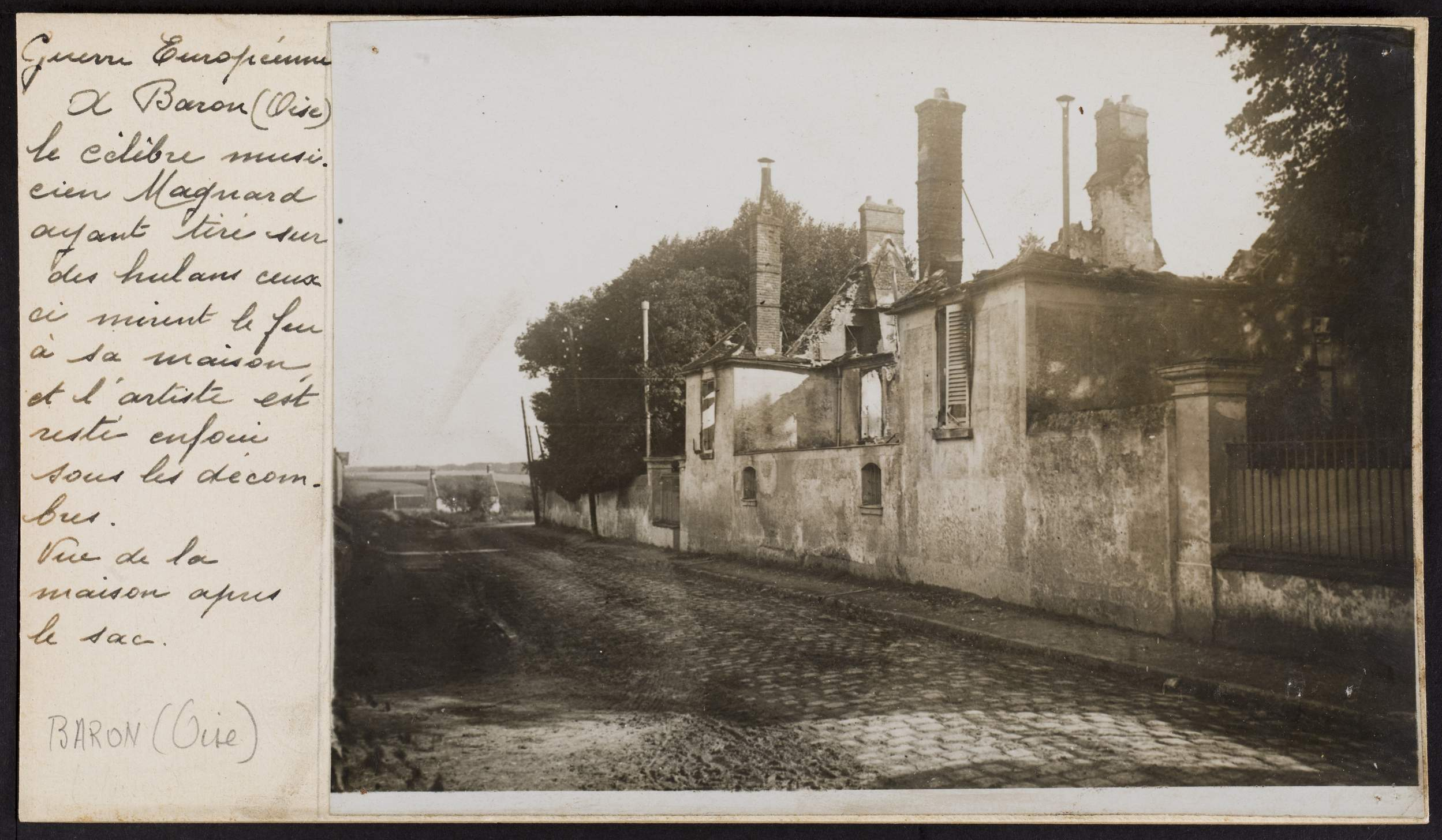
ドイツ兵による攻撃で破壊されたマニャールの家

1896年にジュリー・クレトンと結婚し、翌年スコラ・カントルムの対位法の教師に就任、『交響曲 第3番 嬰ハ短調』を作曲する。この頃より難聴に苛まれるようになり、以前にもまして社交嫌いに拍車がかかる。スコラ・カントルムで教鞭をとったのは半年間にとどまり、その後の年月は作曲家としてだけ活動した。なお、作品8から作品20までは、自費出版で世に送り出した。
第一次世界大戦が勃発すると、マニャールは妻と2人の娘を疎開地に避難させたが、自分自身はバロンにある邸宅を守るために居残った。ドイツ兵が侵入した際、マニャールは銃を持って抵抗し、発砲して1人を射殺したが、ドイツ兵は撃ち返したすえ、マニャール邸に火を放った。マニャールは焼死し、屋敷の焼け跡から黒焦げの遺体が発見された。この火災で、マニャールの未出版の総譜（初期のオペラ『イヨランド』（Yolande）、オペラ『ゲルクール』（Guercœur）の2つの場面）と新作の歌曲が失われた。1908年に『ゲルクール』の公演を実現させたロパルツは、焼失した部分を記憶から再構成して、1931年に再上演を行なった。

## 作風
マニャールの音楽様式は、当時のフランス人作曲家の典型ではあるものの、交響曲においては、随所でマーラーを連想させる部分がある。コラールのところどころの使用から、「フランスのブルックナー」とあだ名する向きもある。ブルックナーは、ダンディが恩師フランクの構想を特徴づけるずっと前から循環形式を使っていたが、マニャールの循環形式の扱いは、ブルックナー的というよりフランク的である。4つある交響曲のうち、第2番だけが長調で作曲されたことになってはいるものの、実際のところは長調ではなく教会旋法が利用されている。室内楽曲は数少ないように見えるが、出版された作品数そのものがそれほど多くないため、全般的に見ると、むしろマニャールの全作品で重要な部分を占めていることがわかる（弦楽四重奏曲、ピアノと木管のための五重奏曲、ピアノ三重奏曲、ヴァイオリン・ソナタ、チェロ・ソナタ）。マニャールの室内楽は、とりわけフランク楽派・ダンディ楽派の作曲家の中では、気宇壮大な構想と劇的な性格、峻厳な性格と寒色系の響きによって目立っている。またその一方で深い抒情性があるという一面も持ち合わせており、マニャールの生真面目な性格や、ベートーヴェンやワーグナーを敬愛したダンディに教わり、自らもそれらの作曲家に影響を受けたことがそのような作風に繋がっていると考えられている。オペラには、ワーグナーのライトモティーフの技法が使われている。

## 作品
- ピアノのための3つの小品　Op.1
- 古風な組曲　Op.2
- 6つの詩曲　Op.3
- 交響曲第1番　Op.4
- オペラ『イヨランド』　Op.5
- 交響曲第2番 　Op.6
- プロムナード　Op.7
- ピアノ、フルート、オーボエ、クラリネット、バスーンのための五重奏曲（フランス語版） Op.8
- 葬送の歌（フランス語版）　Op.9
- 序曲 　Op.10
- 交響曲第3番　Op.11
- オペラ『ゲルクール（英語版）』　Op.12
- ヴァイオリン・ソナタ　Op.13
- 正義への讃歌（フランス語版）　Op.14
- 4つの詩曲　Op.15
- 弦楽四重奏曲　Op.16
- ヴィーナスへの讃歌　Op.17
- ピアノと弦楽のための三重奏曲（フランス語版）　Op.18
- オペラ『ベレニス（英語版）』　Op.19
- チェロ・ソナタ（フランス語版）　Op.20
- 交響曲第4番　Op.21
- 12の音楽詩　Op.22